# Brownsville (Minnesota)
Pour les articles homonymes, voir Brownsville.
Brownsville est une ville américaine située dans le Comté de Houston, dans le Minnesota. Selon le recensement de 2010, sa population est de 466 habitants.